# Яблочков, Тихон Михайлович
Ти́хон Миха́йлович Я́блочков (1880—1926) — русский и затем советский учёный-юрист, видный специалист по международному частному праву.

## Биография
Из потомственных дворян Яблочковых: родился 14 (26) февраля 1880 года в селе Скородное (Плоское) Ефремовского уезда Тульской губернии в семье директора народных училищ М. Т. Яблочкова.
Среднее образование получил в Тульской гимназии (1898). В 1902 году окончил юридический факультет Московского университета с дипломом 1-й степени и был оставлен при университете для приготовления к профессорскому званию по кафедре гражданского права профессора Л. А. Кассо (занимался под рукодством Л. А. Кассо и П. Е. Соколовского). Однако его влекла к себе научная, а не судебная работа: одновременно, в 1902—1906 годах он являлся кандидатом на судебные должности при гражданском отделении Московской судебной палаты; до декабря 1906 года служил в канцелярии гражданского департамента палаты.
В 1906 году он уволился со службы в суде и в 1906—1908 годах был приват-доцентом кафедры гражданского права Московского университета. 21 сентября 1908 года, после сдачи магистерских испытаний и прочтения пробных лекций, принят в число приват-доцентов Демидовского юридического лицея. С марта 1911 года — исправляющий должность экстраординарного профессора по кафедре гражданского судопроизводства и торгового права, с июля 1912 года — ординарный профессор этой кафедры.
В 1910—1913 годах Т. М. Яблочков выезжал заграницу: работал в Гейдельберге, Париже, Берлине и в швейцарских университетах — Базельском и Женевском.
В октябре 1910 года Т. М. Яблочков стал магистром гражданского права (диссертация «Влияние вины потерпевшего на размер возмещаемых ему убытков: Часть теоретическая», защищена в Киевском университете), а в мае 1912 года — доктором гражданского права (диссертация «Влияние вины потерпевшего на размер возмещаемых ему убытков: Очерки законодательной и судебной практики», защищена 29 апреля 1912 года в Казанском университете).
В 1912—1914 годах редактировал журнал «Юридическая библиография» (Ярославль).
В 1914—1917 годах — ординарный профессор кафедры римского права Киевского университета; был активным членом Киевского юридического общества.
В апреле — июле 1917 года — ординарный профессор кафедры гражданского права Варшавского университета, находившегося в эвакуации в Ростове-на-Дону. В 1918—1920 годах ординарный профессор кафедры гражданского права, в 1920—1924 годах профессор правового отделения, с 1924 года профессор экономического отделения факультета общественных наук Донского университета (с 1925 года — Северо-Кавказского государственного) в Ростове-на-Дону.
В Донском университете Т. М. Яблочков был заведующим цивилистическим кабинетом и читал курсы: история римского права; догма римского права; введение в науку частного права; история институтов частного права; гражданское право Западной Европы и СССР; организации суда; гражданский процесс.
Умер в 1926 году в Ленинграде.

## Научный вклад
Первая печатная работа Т. М. Яблочкова датирована 1905 годом.
Личность Т. М. Яблочкова и его труды занимают в отечественном МЧП действительно уникальное место. Он пользовался европейской известностью. Его труды охватывали гражданское, римское, гражданско-процессуальное, международное частное право, проблемы общей теории права.
Т. М. Яблочков — возможно, единственный российский учёный до 1917 г., который успешно сочетал серьёзные занятия общими цивилистическими вопросами (даже в советские времена его называли «одним из самых выдающихся русских цивилистов») и гражданским процессом с таким вниманием и интересом к международному частному праву, который воплотился в реальные научные исследования.
Именно Т. М. Яблочкову принадлежит первая в России крупная монография по вопросам международного частного права, в которой даётся самостоятельный системный и подробный анализ проблем этой отрасли права применительно к отечественным реалиям. Это «Курс международного гражданского процессуального права», вышедший в 1909 г. В нём затрагиваются также и вопросы международных коллизий национальных законов. Этот труд оказался единственным крупным специальным исследованием по вопросам международного гражданского процесса, вышедшим в России до 1917 г. Более того, Тихон Михайлович является единственным известным до 1917 г. исследователем, серьезно занимавшимся международным частным правом, который остался в советской России и продолжил в ней плодотворно работать, став своего рода связующим звеном между старым и новым порядками.
Т. М. Яблочков был постоянным рецензентом ряда научных журналов. В своих рецензиях на новые работы Тихон Михайлович нередко критиковал и маститых правоведов. Тон его критики был наступательным. Его отзывы о расплывчатых или ошибочных положениях и работах порой бывали беспощадными. Неотразимая логика, богатая аргументация возражений, выдвигаемых Т. М. Яблочковым, оказывала положительное влияние на уровень цивилистических дисциплин и развитие общей теории права.
Прогрессивность взглядов Т. М. Яблочкова подчёркивалась и его критикой зачастую архаичных позиций высших судебных инстанций Российской Империи. По убеждению Т. М. Яблочкова, рознь между теоретической и практической юриспруденцией являлась печальным явлением русской правовой жизни, которая рано или поздно будет устранена.
Безусловным признанием высокого научного уровня работ Т. М. Яблочкова было решение Русского Юридического Факультета в Праге о переиздании в 1924 и в 1926 гг. его учебника по русскому гражданскому судопроизводству специально для студентов этого учебного заведения.
Несмотря на раннюю кончину, Т. М. Яблочков успел подготовить большую группу юристов, многие из которых стали докторами наук, профессорами: А. Э. Кристер (Киев), Е. И. Кельман (Киев), И. Я. Фаас (Одесса), В. В. Карпек (Киев), В. А. Рязановский (Иркутск), Д. Л. Бурский (Москва), В. М. Корецкий (Душанбе), М. А. Тарасов (Ростов) и другие.